# Capital Mundial do Design
A Capital Mundial do Design é um projeto de promoção da cidade através do Conselho Internacional das Organizações de Design Industrial para reconhecer e recompensar as realizações feitas por várias cidades do mundo na área do design.

## Capital Mundial do Design por ano
- 2008 -  Turim, Itália[2]
- 2010 -  Seul, Coreia do Sul[3]
- 2012 -  Helsinque, Finlândia[4]
- 2014 -  Cidade do Cabo, África do Sul[5]
- 2016 -  Taipei, Taiwan[6]
- 2018 -  Cidade do México, México
- 2020 -  Metrópole Europeia de Lille, França[7]